# 中村廣治郎
中村 廣治郎（なかむら こうじろう、1936年（昭和11年）10月30日 - 2023年（令和5年）12月5日）は、日本のイスラム学者。東京大学名誉教授。

## 来歴
福岡県生まれ。1960年東京大学文学部宗教学科卒、1969年同大学院博士課程退学、1970年ハーヴァード大学大学院博士課程修了、Ph.D. 1971年東京大学東洋文化研究所専任講師、1972年助教授、1981年文学部助教授兼任、1982年文学部に新設されたイスラム学科の助教授、1987年教授、1997年定年退官、名誉教授、桜美林大学教授。
2023年12月5日、急性硬膜下血腫のため死去。87歳没。

## 著書
- 『イスラム 思想と歴史』 東京大学出版会〈UP選書〉、1977、新装版2013
- 『ガザーリーの祈祷論 イスラム神秘主義における修行』 大明堂、1982
- 『イスラームと近代　叢書現代の宗教13』 岩波書店、1997
- 『イスラム教入門』岩波新書、1998
- 『イスラムの宗教思想 ガザーリーとその周辺』岩波書店、2002

### 編著
- 『講座イスラム 1 イスラム・思想の営み』 筑摩書房、1985

### 訳・解説
- ウィルフレッド・キャントウェル・スミス『現代におけるイスラム』紀伊國屋書店、1974
  - 『現代イスラムの歴史』中公文庫（上下）、1998
- R.A.ニコルソン『イスラムの神秘主義』東京新聞出版局〈オリエント選書〉、1980
  - 『イスラムの神秘主義　スーフィズム入門』平凡社ライブラリー、1996
- アブドル＝ワッハーブ・ハッラーフ『イスラムの法 法源と理論』東京大学出版会、1984、新装版2010
- オリバー・リーマン『イスラム哲学への扉 理性と啓示をめぐって』筑摩書房、1988／ちくま学芸文庫、2002
- ガザーリー『誤りから救うもの』ちくま学芸文庫、2003
- シャイフ・ハーレド・ベントゥネス『スーフィズム イスラムの心』岩波書店、2007
- ガザーリー『中庸の神学 中世イスラームの神学・哲学・神秘主義』 平凡社〈東洋文庫〉、2013
- ガザーリー『哲学者の自己矛盾 イスラームの哲学批判』 平凡社〈東洋文庫〉、2015

## 参考
- 『東洋文化研究所の30年』
- 『現代日本人名録』2002年